# 共和十二年宪法
共和十二年宪法是法国在法国共和历十二年(公历1804年)颁布的一部宪法。
这部宪法修正了先前的共和八年宪法和共和十年宪法，建立了法兰西第一帝国，并由此前的终身第一执政拿破仑·波拿巴担任皇帝，世称“拿破仑一世”。宪法规定波拿巴家族为法国的皇室，王位须由波拿巴家族成员继承。共和十二年宪法最后经过了帝国宪法附加法的全面修改，并在1815年波旁皇室再次归来后被全面废除。